# والتر مولر (متسابق بياثل)
والتر مولر (بالألمانية: Walter Müller)‏ هو متسابق بياثل نمساوي، ولد في 16 أبريل 1940 في إنسبروك في النمسا، وتوفي في 10 يونيو 1966.

## وصلات خارجية
- والتر مولر على موقع أوليمبيديا (الإنجليزية)